# Josef Mönninger
Josef Mönninger (* 2. Dezember 1919 in Rüdigheim bei Amöneburg; † 3. Januar 2017 in Fulda) war ein deutscher katholischer Geistlicher im Bistum Fulda.

## Leben
Mönninger besuchte die Bischöfliche Lateinschule in Amöneburg und wechselte dann auf das Konvikt in Fulda über. Nach dem Abitur 1938 in Fulda wurde er zunächst zum Arbeitsdienst und bei Kriegsausbruch sogleich zum Wehrdienst bei der Wehrmacht einberufen. Bei Kriegsende war er Artillerieoffizier im Osten. Erst 1946 konnte er sein Studium an der Philosophisch-theologischen Hochschule in Fulda fortsetzen. Am 24. Juli 1949 empfing er durch Bischof Johann Baptist Dietz die Priesterweihe. Es folgten Kaplansjahre in Fulda in St. Sturmius und der Stadtpfarrei St. Blasius. Ab 1951 wirkte er als Präses der Kolpingsfamilie Fulda. 1955 wurde er zum Diözesanpräses des Kolpingwerkes im Bistum Fulda und ein Jahr später 1956 außerdem zum Diözesanjugendseelsorger für die Mannesjugend ernannt. Darüber hinaus war er an den Fuldaer Schulen als Religionslehrer tätig.
1960 wurde Josef Mönninger zum Pfarrer in Giesel (Neuhof) ernannt. Hier führte er folgende Baumaßnahmen durch: Neubau der St. Laurentiuskirche, der Neubau des Pfarrhauses, der Friedhofskapelle und des Jugendheimes. Gleichzeitig wurde er Präses der Kolpingsfamilie und der Katholische Frauengemeinschaft (Kfd) in Giesel. Sechs Jahre später, 1966 übertrug ihm Bischof Adolf Bolte die Seelsorge für die St.-Bonifatius-Gemeinde im Nordosten Kassels (Wesertor). Über zehn Jahre wirkte er in dieser wachsenden Großstadtpfarrei. 1972 wurde er zum Dechanten des Stadtdekanates Kassel und zum Regionaldechanten der neu gebildeten Region Kassel. Er initiierte die Gründung der Kasseler Stadtkonferenz ebenso wie den Bau des neuen Regionalhauses „Adolph Kolping“. 1973 erfolgte die Ernennung zum Kaplan seiner Heiligkeit (Monsignore) und 1980 zum Päpstlichen Ehrenprälaten.
1977 berief ihn Bischof Eduard Schick als Ordinariatsrat und Abteilungsleiter im Bischöflichen Generalvikariat und übertrug ihm die Verantwortung für die territorial- wie personalstrukturelle Planung im Bistum. Zugleich wurde er Ehrendomkapitular an der Fuldaer Kathedralkirche. Anfang 1978 folgte dann die Ernennung zum Leiter des Seelsorgeamtes  und wenig später zum Domkapitular. Im September 1984 wurde er darüber hinaus zum Vorsitzenden des Diözesan-Caritasverbandes berufen.
Von 1977 bis 1990 war er Geistlicher Beirat des Katholikenrats der Diözese Fulda. Ende 1989 folgte die Entpflichtung von der Leitung des Seelsorgeamtes, er blieb jedoch bis 1995 weiter Vorsitzender des Caritasverbandes der Diözese bis zum Eintritt in den Ruhestand.

## Ehrung
Im Juni 2004 wurde Mönninger bei einem Besuch in England aus Anlass des 1250. Jahrestages des Martyriums des heiligen Bonifatius vom Bischof von Plymouth, Christopher Budd, zum Ehrendomkapitular der Kathedrale St. Maria und St. Bonifatius in Plymouth ernannt.

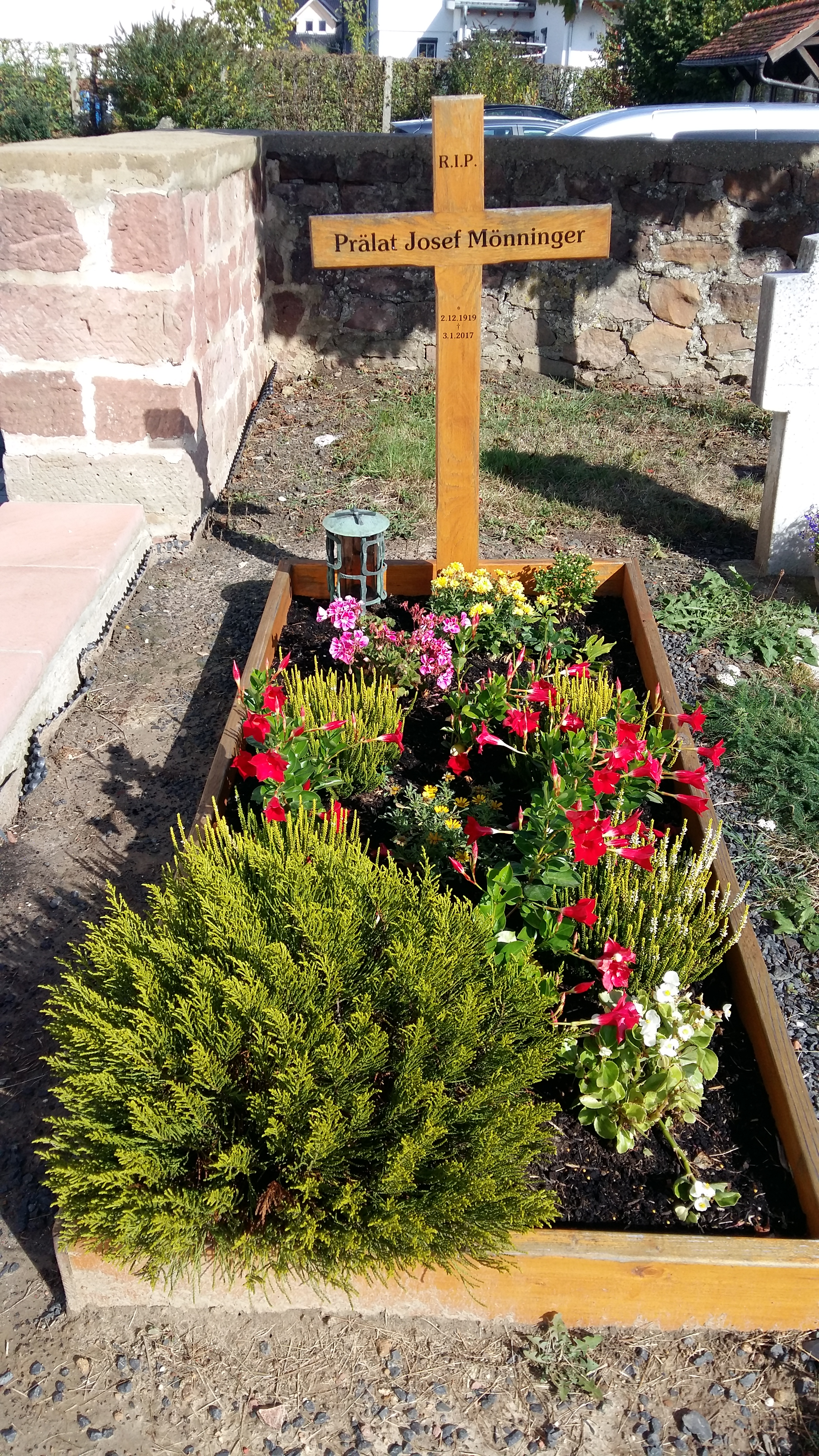
Das Ehrengrab von Prälat Josef Mönninger auf dem Friedhof Rüdigheim

## Sein Ableben
Im 98. Lebensjahr und im 68. Jahr seines Priestertums verstarb er am 3. Januar 2017 in Fulda.
Grabstätte
Am 10. Januar 2017, war um 14 Uhr in Amöneburg-Rüdigheim ein Gottesdienst mit anschließender Beerdigung auf dem dortigen Friedhof.